# آلباتروس خجالتی
آلباتروس شرمنده (نام علمی: Thalassarche cauta) نام یک گونه از تیره آلباتروس است.